# Državna cesta D76
D76 je državna cesta u Hrvatskoj. Ukupna daljina iznosi 28,3 km.

## Naselja
- Zagvozd
- Grubine
- Imotski